# Safari Rally 1999

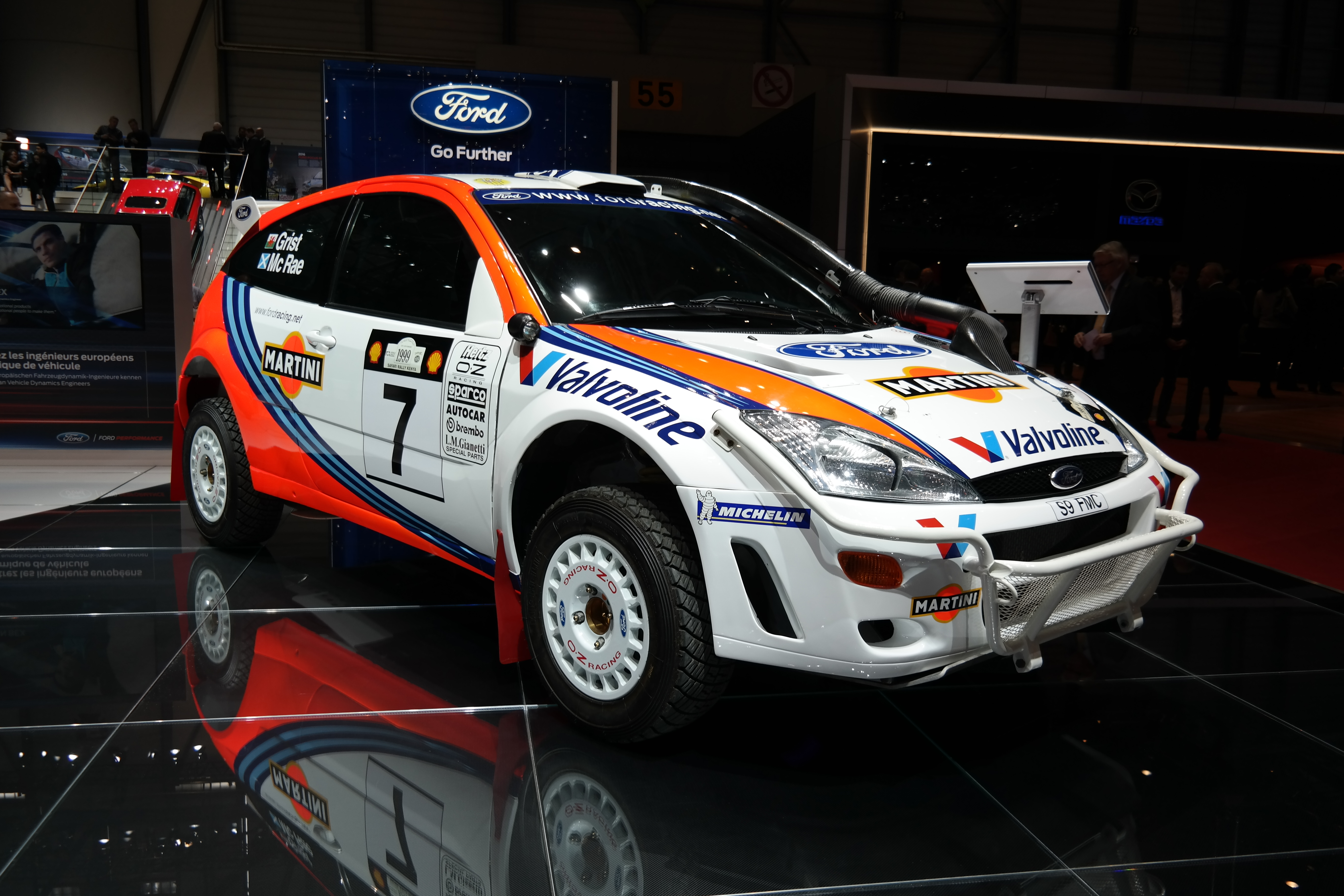
La Ford Focus WRC con la quale Colin McRae e Nicky Grist hanno vinto il Safari Rally 1999

Il Safari Rally 1999, ufficialmente denominato 47th 555 Safari Rally, è stata la terza prova del campionato del mondo rally 1999 nonché la quarantasettesima edizione del Safari Rally e la venticinquesima con valenza mondiale. La manifestazione si è svolta dal 25 al 28 febbraio sulle polverose piste del Kenya nel mezzo della Rift Valley.
L'evento è stato vinto dal britannico Colin McRae, navigato dal connazionale Nicky Grist, al volante di una Ford Focus WRC della squadra ufficiale Ford Motor Co Ltd, davanti alla coppia francese formata da Didier Auriol e Denis Giraudet su Toyota Corolla WRC del Toyota Castrol Team e a quella spagnola composta da Carlos Sainz e Luis Moya, sempre su Corolla WRC della squadra ufficiale Toyota.
Il vincitore delle prime due prove della stagione, Tommi Mäkinen (Mitsubishi), giunse secondo al traguardo ma fu squalificato in quanto venne aiutato dagli spettatori a riparare la sua Lancer Evo VI dopo una foratura, comportamento non consentito dal regolamento; fu la dirigenza della squadra Toyota a sporgere reclamo, provandone la fondatezza con un video girato nella circostanza.

## Dati della prova
| Denominazione ufficiale             | 555 Safari Rally |
| Edizione N°                         | 47 |
| Tappa N°                            | 3 di 14 |
| Data manifestazione                 | da giovedì 25/02/1999 a domenica 28/02/1999 |
| Sede ospitante                      | Nairobi (contea di Nairobi) |
| Sede parco assistenza               | Prima frazione: Jamhuri Park e Plains Park, Nairobi (contea di Nairobi). Seconda frazione: Equator Park, Nairobi. Terza frazione: Plains Park, Nairobi. |
| Superficie                          | Terra |
| Iscritti                            | 45 |
| Partiti                             | 45 |
| Arrivati                            | 24 (53,3%) |
| Prove speciali                      | 13 |
| Prova più breve                     | 2,42 km (CS1 e CS13: Cheetah Anza - Isha) |
| Prova più lunga                     | 124,65 km (CS9: Marigat - Gari Ya Moshi) |
| Prova più lenta                     | velocità media di 74,53 km/h (CS13: Cheetah Anza - Isha 2)                                                                                              |
| Prova più veloce                    | velocità media di 139,26 km/h (CS2: Isinya - Orien 1)                                                                                                   |
| Lunghezza prove speciali            | 1009,91 km (38,1% della distanza totale) |
| Lunghezza complessiva trasferimenti | 1640,33 km |
| Distanza totale effettiva           | 2650,24 km |

## Itinerario
| Frazione   | Data   | Prova  | Ora    | Nome                                        | Lunghezza | Totale     |
| ---------- | ------ | ------ | ------ | ------------------------------------------- | --------- | ---------- |
| Frazione 1 | 25 feb | CS1    | 15:00  | Cheetah Anza - Isha 1                       | 2,42 km   | 349,85 km  |
| Frazione 1 | 25 feb |        | 15:05  | Assistenza – Jamhuri Park, Nairobi (20 min) | –         | 349,85 km  |
| Frazione 1 | 26 feb |        | 09:55  | Assistenza – Plains Park, Nairobi (10 min)  | –         | 349,85 km  |
| Frazione 1 | 26 feb | CS2    | 10:25  | Isinya - Orien 1                            | 112,40 km | 349,85 km  |
| Frazione 1 | 26 feb |        | 11:25  | Assistenza – Plains Park, Nairobi (20 min)  | –         | 349,85 km  |
| Frazione 1 | 26 feb | CS3    | 12:11  | Olooloitikosh - Kajiado 1                   | 49,06 km  | 349,85 km  |
| Frazione 1 | 26 feb |        | 12:38  | Assistenza – Plains Park, Nairobi (20 min)  | –         | 349,85 km  |
| Frazione 1 | 26 feb | CS4    | 14:07  | Hunters Lookout - Timbuctoo                 | 72,56 km  | 349,85 km  |
| Frazione 1 | 26 feb |        | 14:53  | Assistenza – Plains Park, Nairobi (20 min)  | –         | 349,85 km  |
| Frazione 1 | 26 feb |        | 15:15  | Assistenza – Plains Park, Nairobi (45 min)  | –         | 349,85 km  |
| Frazione 1 | 26 feb | CS5    | 16:00  | Lenkili - Il Bisel 1                        | 113,41 km | 349,85 km  |
|            |        |        |        |                                             |           |            |
| Frazione 2 | 27 feb |        | 06:40  | Assistenza – Equator Park, Nairobi (10 min) | –         | 382,77 km  |
| Frazione 2 | 27 feb | CS6    | 07:33  | Elmenteita - Olenguruone                    | 89,13 km  | 382,77 km  |
| Frazione 2 | 27 feb |        | 09:10  | Assistenza – Equator Park, Nairobi (20 min) | –         | 382,77 km  |
| Frazione 2 | 27 feb | CS7    | 10:35  | Nyaru - Eldama Ravine                       | 87,59 km  | 382,77 km  |
| Frazione 2 | 27 feb |        | 11:55  | Assistenza – Equator Park, Nairobi (20 min) | –         | 382,77 km  |
| Frazione 2 | 27 feb | CS8    | 13:42  | Morendat - Mbaruk                           | 81,40 km  | 382,77 km  |
| Frazione 2 | 27 feb |        | 14:50  | Assistenza – Equator Park, Nairobi (20 min) | –         | 382,77 km  |
| Frazione 2 | 27 feb | CS9    | 15:59  | Marigat - Gari Ya Moshi                     | 124,65 km | 382,77 km  |
| Frazione 2 | 27 feb |        | 17:00  | Assistenza – Equator Park, Nairobi (45 min) | –         | 382,77 km  |
|            |        |        |        |                                             |           |            |
| Frazione 3 | 28 feb |        | 06:37  | Assistenza – Plains Park, Nairobi (10 min)  | –         | 277,29 km  |
| Frazione 3 | 28 feb | CS10   | 07:33  | Lenkili - Il Bisel 2                        | 113,41 km | 277,29 km  |
| Frazione 3 | 28 feb |        | 08:46  | Assistenza – Plains Park, Nairobi (20 min)  | –         | 277,29 km  |
| Frazione 3 | 28 feb | CS11   | 09:26  | Isinya - Orien 2                            | 112,40 km | 277,29 km  |
| Frazione 3 | 28 feb |        | 10:28  | Assistenza – Plains Park, Nairobi (20 min)  | –         | 277,29 km  |
| Frazione 3 | 28 feb | CS12   | 11:14  | Olooloitikosh - Kajiado 2                   | 49,06 km  | 277,29 km  |
| Frazione 3 | 28 feb |        | 11:41  | Assistenza – Plains Park, Nairobi (20 min)  | –         | 277,29 km  |
| Frazione 3 | 28 feb | CS13   | 14:00  | Cheetah Anza - Isha 2                       | 2,42 km   | 277,29 km  |
| Totale     | Totale | Totale | Totale | Totale                                      | Totale    | 1009,91 km |

## Risultati

### Classifica
| Pos.                                 | Nº       | Pilota           | Co-pilota         | Auto                        | Squadra              | Classe       | Tempo     | Distacco  | Punti    |
| Generale                             | Generale | Generale         | Generale          | Generale                    | Generale             | Generale     | Generale  | Generale  | Generale |
| ------------------------------------ | -------- | ---------------- | ----------------- | --------------------------- | -------------------- | ------------ | --------- | --------- | -------- |
| 1.                                   | 7        | Colin McRae      | Nicky Grist       | Ford Focus WRC              | Ford Motor Co Ltd    | WRC          | 8h41'39"  | –         | 10       |
| 2.                                   | 4        | Didier Auriol    | Denis Giraudet    | Toyota Corolla WRC          | Toyota Castrol Team  | WRC          | 8h56'05"  | +14'26"   | 6        |
| 3.                                   | 3        | Carlos Sainz     | Luis Moya         | Toyota Corolla WRC          | Toyota Castrol Team  | WRC          | 8h59'46"  | +18'7"    | 4        |
| 4.                                   | 12       | Ian Duncan       | David Williamson  | Toyota Corolla WRC          | Toyota Kenya         | WRC          | 9h05'35"  | +23'56"   | 3        |
| 5.                                   | 8        | Petter Solberg   | Fred Gallagher    | Ford Focus WRC              | Ford Motor Co Ltd    | WRC          | 9h26'28"  | +44'49"   | 2        |
| 6.                                   | 9        | Harri Rovanperä  | Risto Pietiläinen | SEAT Córdoba WRC            | SEAT Sport           | WRC          | 9h40'08"  | +58'29"   | 1        |
| 7.                                   | 16       | Frédéric Dor     | Kevin Gormley     | Subaru Impreza WRC97        | F.Dor Rally Team     | WRC / TC     | 9h41'38"  | +59'59"   | -        |
| 8.                                   | 14       | Hamed Al-Wahaibi | Tony Sircombe     | Mitsubishi Carisma GT Evo V | Mitsubishi Ralliart  | N4 / PWRC    | 10h05'09" | +1h23'30" | -        |
| 9.                                   | 15       | Luis Climent     | Álex Romaní       | Mitsubishi Lancer Evo III   | Valencia Terra y Mar | N4 / PWRC TC | 10h08'24" | +1h26'45" | -        |
| 10.                                  | 20       | Hideaki Miyoshi  | Eido Osawa        | Subaru Impreza WRX          | -                    | N4 / PWRC    | 10h42'00" | +2h00'21" | -        |
| Campionato piloti vetture produzione |          |                  |                   |                             |                      |              |           |           |          |
| 1. (8.)                              | 14       | Hamed Al-Wahaibi | Tony Sircombe     | Mitsubishi Carisma GT Evo V | Mitsubishi Ralliart  | N4 / PWRC    | 10h05'09" | –         | 13       |
| 2. (9.)                              | 15       | Luis Climent     | Álex Romaní       | Mitsubishi Lancer Evo III   | Valencia Terra y Mar | N4 / PWRC    | 10h08'24" | +3'15"    | 8        |
| 3. (10.)                             | 20       | Hideaki Miyoshi  | Eido Osawa        | Subaru Impreza WRX          | -                    | N4 / PWRC    | 10h42'00" | +36'51"   | 5        |
| 4. (12.)                             | 17       | Manfred Stohl    | Peter Müller      | Mitsubishi Lancer Evo III   | -                    | N4 / PWRC    | 11h41'42" | +1h36'33" | 3        |
| 5. (14.)                             | 26       | John Lloyd       | David Horsey      | Subaru Impreza WRX          | -                    | N4 / PWRC    | 11h51'31" | +1h46'22" | 2        |
| 6. (15.)                             | 34       | Shahnawaz Murji  | Mohammed Verjee   | Subaru Impreza              | -                    | N4 / PWRC    | 12h22'27" | +2h27'23" | 1        |
| Coppa FIA squadre                    |          |                  |                   |                             |                      |              |           |           |          |
| 1. (7.)                              | 16       | Frédéric Dor     | Kevin Gormley     | Subaru Impreza WRC97        | F.Dor Rally Team     | WRC / TC     | 9h41'38"  | –         | 10       |
| 2. (9.)                              | 15       | Luis Climent     | Álex Romaní       | Mitsubishi Lancer Evo III   | Valencia Terra y Mar | N4 / TC      | 10h08'24" | +26'46"   | 6        |
| Coppa FIA 2 litri costruttori        |          |                  |                   |                             |                      |              |           |           |          |
| 1. (18.)                             | 24       | Phineas Kimathi  | Abdul Sidi        | Hyundai Coupe Kit Car       | -                    | A7 / 2L      | 13h26'16" | –         | 10       |

| Principali ritiri | Principali ritiri | Principali ritiri | Principali ritiri  | Principali ritiri            | Principali ritiri            | Principali ritiri | Principali ritiri                  | Principali ritiri |
| CS                | Nº                | Pilota            | Co-pilota          | Auto                         | Squadra                      | Classe            | Causa                              | Pos.              |
| ----------------- | ----------------- | ----------------- | ------------------ | ---------------------------- | ---------------------------- | ----------------- | ---------------------------------- | ----------------- |
| CS 2              | 11                | Bruno Thiry       | Stéphane Prévot    | Subaru Impreza WRC99         | Subaru World Rally Team      | WRC               | Problemi elettrici                 | 8º                |
| CS 3              | 2                 | Freddy Loix       | Sven Smeets        | Mitsubishi Carisma GT Evo VI | Marlboro Mitsubishi Ralliart | WRC               | Incidente                          | 9º                |
| CS 3              | 6                 | Juha Kankkunen    | Juha Repo          | Subaru Impreza WRC99         | Subaru World Rally Team      | WRC               | Problemi elettrici                 | 4º                |
| CS 7              | 5                 | Richard Burns     | Robert Reid        | Subaru Impreza WRC99         | Subaru World Rally Team      | WRC               | Sospensione                        | 1º                |
| CS 11             | 10                | Piero Liatti      | Carlo Cassina      | SEAT Córdoba WRC             | SEAT Sport                   | WRC               | Motore                             | 6º                |
| CS 13             | 1                 | Tommi Mäkinen     | Risto Mannisenmäki | Mitsubishi Lancer Evo VI     | Marlboro Mitsubishi Ralliart | WRC               | Squalificato (assistenza illegale) | 2º                |

Legenda
| Icona | Classe                                                                                  |
| ----- | --------------------------------------------------------------------------------------- |
| WRC   | Equipaggio che può conquistare punti per il campionato costruttori WRC                  |
| WRC   | Equipaggio di classe A8 che non può conquistare punti per il campionato costruttori WRC |
| PWRC  | Equipaggio registrato al campionato PWRC                                                |
| 2L    | Equipaggio registrato alla Coppa FIA 2 litri costruttori                                |
| TC    | Equipaggio registrato alla Coppa FIA squadre                                            |
|       | Ulteriori classificazioni                                                               |

### Prove speciali
| Frazione   | Data   | Prova | Ora   | Nome                        | Lunghezza | Vincitori                                                 | Tempo     | Leader del rally          |
| ---------- | ------ | ----- | ----- | --------------------------- | --------- | --------------------------------------------------------- | --------- | ------------------------- |
| Frazione 1 | 25 feb | CS1   | 15:00 | Cheetah Anza - Isha 1       | 2,42 km   | Juha Kankkunen Juha Repo                                  | 1'53"4    | Juha Kankkunen Juha Repo  |
| Frazione 1 | 26 feb | CS2   | 10:25 | Isinya - Orien 1            | 112,40 km | Richard Burns Robert Reid                                 | 48'25"7   | Richard Burns Robert Reid |
| Frazione 1 | 26 feb | CS3   | 12:11 | Olooloitikosh - Kajiado 1   | 49,06 km  | Carlos Sainz Luis Moya                                    | 22'38"7   | Carlos Sainz Luis Moya    |
| Frazione 1 | 26 feb | CS4   | 14:07 | Hunters Lookout - Timbuctoo | 72,56 km  | Richard Burns Robert Reid                                 | 36'11"0   | Carlos Sainz Luis Moya    |
| Frazione 1 | 26 feb | CS5   | 16:00 | Lenkili - Il Bisel 1        | 113,41 km | Tommi Mäkinen Risto Mannisenmäki                          | 59'57"3   | Richard Burns Robert Reid |
|            |        |       |       |                             |           |                                                           |           | Richard Burns Robert Reid |
| Frazione 2 | 27 feb | CS6   | 07:33 | Elmenteita - Olenguruone    | 89,13 km  | Richard Burns Robert Reid                                 | 42'56"2   | Richard Burns Robert Reid |
| Frazione 2 | 27 feb | CS7   | 10:35 | Nyaru - Eldama Ravine       | 87,59 km  | Didier Auriol Denis Giraudet                              | 56'15"9   | Colin McRae Nicky Grist   |
| Frazione 2 | 27 feb | CS8   | 13:42 | Morendat - Mbaruk           | 81,40 km  | Tommi Mäkinen Risto Mannisenmäki                          | 41'03"0   | Colin McRae Nicky Grist   |
| Frazione 2 | 27 feb | CS9   | 15:59 | Marigat - Gari Ya Moshi     | 124,65 km | Carlos Sainz Luis Moya                                    | 1h01'03"9 | Colin McRae Nicky Grist   |
|            |        |       |       |                             |           |                                                           |           | Colin McRae Nicky Grist   |
| Frazione 3 | 28 feb | CS10  | 07:33 | Lenkili - Il Bisel 2        | 113,41 km | Didier Auriol Denis Giraudet                              | 1h00'22"4 | Colin McRae Nicky Grist   |
| Frazione 3 | 28 feb | CS11  | 09:26 | Isinya - Orien 2            | 112,40 km | Ian Duncan David Williamson                               | 50'22"7   | Colin McRae Nicky Grist   |
| Frazione 3 | 28 feb | CS12  | 11:14 | Olooloitikosh - Kajiado 2   | 49,06 km  | Tommi Mäkinen Risto Mannisenmäki                          | 22'59"7   | Colin McRae Nicky Grist   |
| Frazione 3 | 28 feb | CS13  | 14:00 | Cheetah Anza - Isha 2       | 2,42 km   | Carlos Sainz Luis Moya e Tommi Mäkinen Risto Mannisenmäki | 1'56"9    | Colin McRae Nicky Grist   |

## Classifiche mondiali
Classifica piloti
| Pos. | Pos. | Pilota            |    |
| ---- | ---- | ----------------- | -- |
| 1    |      | Tommi Mäkinen     | 20 |
| 2    | 1    | Didier Auriol     | 13 |
| 3    | N    | Colin McRae       | 10 |
| 4    |      | Carlos Sainz      | 10 |
| 5    | 3    | Juha Kankkunen    | 7  |
| 6    | 1    | Thomas Rådström   | 4  |
| 7    | 1    | François Delecour | 3  |
| 7    | N    | Ian Duncan        | 3  |
| 9    | 2    | Richard Burns     | 2  |
| 10   | N    | Petter Solberg    | 2  |
| 11   | 3    | Bruno Thiry       | 2  |
| 12   | N    | Harri Rovanperä   | 1  |
| 13   | 4    | Piero Liatti      | 1  |

Classifica costruttori WRC
| Pos. | Pos. | Squadra                      | Punti |
| ---- | ---- | ---------------------------- | ----- |
| 1    | 1    | Toyota Castrol Team          | 23    |
| 2    |      | Marlboro Mitsubishi Ralliart | 20    |
| 3    | 2    | Ford Motor Co Ltd            | 17    |
| 4    | 1    | Subaru World Rally Team      | 10    |
| 5    | 1    | SEAT Sport                   | 7     |